# Верюэль, Шарль Анри
Шарль Анри́ Верюэ́ль (фр. Charles Henri Ver-Huell или Verhuell, при рождении Карел Хендрик Вер Хюэль (нидерл. Carel Hendrik Ver Huell; 11 февраля 1764, Дутинхем, Гелдерланд — 25 октября 1845[…], Париж) — французский адмирал голландского происхождения; дипломат и пэр Франции.

## Биография
Поступил на морскую голландскую службу кадетом; но во время Французской революции вышел в отставку с чином лейтенанта и до 1804 года нигде не служил.
Наполеон, угрожавший Англии нападением, потребовал от голландского правительства опытного офицера для командования голландским флотом, который должен был соединиться с французскими силами в Булони. Выбор пал на Верюэля; его произвели в контр-адмиралы и отправили во Францию. Он оправдал доверие: атакованный сильной английской эскадрой на пути к Булони у мыса Гри-Нэ (fr:Cap Gris-Nez), Верюэль сопротивлением и искусными манёврами принудил англичан к отступлению.
В 1806 году был в числе депутатов, посланных Батавской республикой в Париж для предотвращения разорения, которым грозился Наполеон. Договоры, заключённые с Францией, не действовали, и от имени национальных представителей Верюэль просил Людовика Бонапарта занять престол Голландии. Когда это произошло, Верюэль был назначен морским министром и маршалом и возведён в достоинство графа Севенаарского.
Некоторое время он находился в Париже в качестве посланника. После присоединения Голландии к Франции, перешёл на французскую службу, и в 1813—1814 годах упорно защищал Хельдер против своих соотечественников и только после вступления в Париж союзников сдал порт.
При Людовике XVIII был назначен инспектором морских сил. В 1819 году был призван присутствовать в палату пэров.
Шарль Анри Верюэль умер 25 октября 1845 года в Париже и был похоронен на кладбище Пер-Лашез (участок 28).

## Память
Его имя высечено на Триумфальной арке в Париже.